# Caobu (köpinghuvudort i Kina, Jiangsu Sheng, lat 32,25, long 121,09)
Caobu är en köpinghuvudort i Kina. Den ligger i provinsen Jiangsu, i den östra delen av landet, omkring 220 kilometer öster om provinshuvudstaden Nanjing. Antalet invånare är 43 469. Befolkningen består av 22 760 kvinnor och 20 709 män. Barn under 15 år utgör 8,0 %, vuxna 15-64 år 71 %, och äldre över 65 år 20,0 %.
Runt Caobu är det tätbefolkat, med 709 invånare per kvadratkilometer. Närmaste större samhälle är Jinsha, 17,8 km söder om Caobu. Trakten runt Caobu består till största delen av jordbruksmark.
Genomsnittlig årsnederbörd är 1 257 millimeter. Den regnigaste månaden är juli, med i genomsnitt 219 mm nederbörd, och den torraste är januari, med 35 mm nederbörd.